# Giant Birch
Giant Birch er et uafhængigt dansk pladeselskab grundlagt i 2017 af musikeren Aske Jacoby.
Selskabet udgiver sammen med under-brandet "Little Sprout" musikalske værker, der måske ikke umiddelbart finder vej til de mere kommercielle pladeselskaber. Ifølge Jacoby selv, har han med Giant Birch forsøgt at "skabe et unikt sted for musikalsk kunsthåndværk".
Navne som Ginne Marker, Impromptu, Marathon Monks og Vincent Ryder er blandt selskabets udgivelser.